# Orkesta kyrka
Orkesta kyrka hör till Vallentuna församling och ligger på en kuperad slätt omgiven av skogar. I socknen ligger Lindholmens gård som under senmedeltiden ägdes av Vasaätten. Enligt en tradition var det här Gustav Vasa föddes.

## Kyrkobyggnaden
Kyrkan består av ett långhus med ett smalare absidförsett kor i öster. I norr ligger sakristian och i söder ett litet vapenhus. Långhusets plan vidgar sig något åt väster, där även murarna är tjockare. Kyrkan är byggd av gråsten och har hörnkedjor av sandsten.

### Tillkomst och ombyggnader
Kyrkans äldsta del är östra delen av långhuset med absidkoret som uppfördes under slutet av 1100-talet. Under 1400-talet tillbyggdes sakristian i norr och vapenhuset i söder - båda av gråsten. Vapenhuset och sakristian försågs redan från början med kryssvalv av tegel. Bakkyrkan som är långhusets förlängning i väster tillkom under 1400-talet . Dess tjocka murar har varit avsedda att bära ett torn. Under 1400-talet slogs nuvarande tegelvalv i långhuset som ersatte ett tidigare platt trätak. Långhusets nyare del fick ett åttadelat ribbvalv och dess äldre del fick två sexdelade ribbvalv . Sedan tidigare hade koret ett tunnvalv av gråsten. Omkring 1460 försågs valven med kalkmålningar.

### Ombyggnader på 1700-talet och senare
1750 togs ett runt fönster upp i absiden. Kyrkan genomgick en större restaurering och nyinredning 1752-1753 då altare, predikstol samt läktare byttes ut och flera av valvmålningarna överkalkades. 1817 höggs fönstren upp till sin nuvarande storlek och 1880 byttes spåntaket ut mot ett plåttak. En restaurering genomfördes 1910 under ledning av arkitekt Otilius Österberg. Kalkmålningarna knackades fram igen. Fönstren reparerades och absidfönstret fick en glasmålning med ett Kristushuvud. Vapenhusets yttre och inre dörröppningar vidgades till sin nuvarande form. 1942 genomfördes en varsam inre renovering under ledning av konservator Sven Dalén då sotlagren avlägsnades och träinredningen målades om. Kaminerna ersattes med elektrisk uppvärmning . Åren 1975-1977 genomfördes en yttre restaurering då plåttaket byttes ut mot ett tak av cortenstål. Takstolarna förstärktes och över koret byggdes en helt ny takstol .

## Inventarier
- Av de medeltida inventarierna återstår ett triumfkrucifix från någon gång mellan 1325 och 1350. Krucifixet är uppsatt vid korets norra vägg. Från början var korset uppsatt i triumfbågen mellan kor och långhus.
- Altarpredikstolen i rokokostil tillkom vid restaureringen 1753 då även bänkarna och läktaren tillkom. På predikstolens korg finns oljemålningar av Kristus i Getsemane, Adam och Eva samt Den Helige Andes utgjutande på pingstdagen.
- Nuvarande dopfunt av polerad kalksten tillverkades 1969 av arkitekten Karl Hampus Bergman. Tillhörande dopskål tillverkades av silversmed Göran Eriksson.
- Nuvarande orgel byggdes 1981. Den omfattar tolv stämmor och är tillverkad av Grönlunds Orgelbyggeri i Gammelstaden.
- En minnestavla av sten från 1896 hyllar fyrahundraårsminnet av Gustav Vasas födelse.
- Tidigare ägde kyrkan två altarskåp. Resterna av dessa förvaras i Statens historiska museum dit de skänktes av församlingen år 1871 [2].
- En ljuskrona av mässing med åtta armar och en stav krönt av en dubbelörn har på klotet en inskrift som visar att den skänktes till kyrkan 1673 [2]. En sexarmad ljuskrona av mässing har en dubbelörn på staven som flankeras av sex delfiner. Enligt inskrift på klotet är den skänkt till kyrkan 1736 [2].

## Omgivning
I kyrkogårdens södra del står en klockstapel som troligen uppfördes på 1600-talet. Från början var den en öppen stapel, men vid slutet av 1700-talet kläddes den in med brädor. Stapeln har plåttäckt tak och huv som kröns med en flöjel. Från början var flöjeln utformad som en tupp, men 1977 när kyrkans tak lades om, byttes den ut mot en flöjel av cortenstål. I stapeln hänger två klockor. Storklockan är skänkt till kyrkan 1681. 1741 göts storklockan om av Gerhard Meyer d.y. som även göt lillklockan. 
Kyrkogårdens södra ingång har en stiglucka som byggdes på 1790-talet och ersatte en tidigare av trä. Nuvarande stiglucka är murad av tegel och vitputsad. Vid restaureringen 1975-1977 byttes plåttaket ut mot ett tak av cortenstål .
På kyrkogården väster om kyrkan finns en minneslund inrättad 1994 .